# تشاغاتايي (قيلاب)
تشاغاتایي (بالفارسية: چاغاتایی) هي قرية تقع في قسم قيلاب الريفي، بمقاطعة أنديمشك التابعة لمحافظة خوزستان، إيران. يقدر عدد سكانها بـ 19 نسمة حسب الإحصاء السكاني الذي تمّ في عام 2006.